# Indywidualne Mistrzostwa Świata w Long Tracku 1971
Indywidualne Mistrzostwa Świata na długim torze 1971 – zawody żużlowe, mające na celu wyłonienie medalistów indywidualnych mistrzostw świata na długim torze w sezonie 1971. W finale zwyciężył, po raz pierwszy w karierze, Nowozelandczyk Ivan Mauger.

## Terminarz
- 1. runda kwalifikacyjna – Gornja Radgona, 23 maja 1971
- 2. runda kwalifikacyjna – Scheeßel, 25 maja 1971
- finał skandynawski – Jakobstad, 13 czerwca 1971
- półfinał – Mühldorf am Inn, 20 czerwca 1971
- finał – Oslo, 1 września 1971

## Finał
- Oslo, 1 września 1971

| Msc. | Zawodnik               | Kraj            | Pkt |             |  |
| ---- | ---------------------- | --------------- | --- | ----------- |  |
| 1    | Ivan Mauger            | Nowa Zelandia   | 27  | (6,6,6,3,6) |  |
| 2    | Manfred Poschenreider  | RFN             | 26  | (6,6,6,4,4) |  |
| 3    | Runo Wedin             | Szwecja         | 22  | (6,6,3,6,2) |  |
| 4    | Jan Käter              | RFN             | 15  | (4,2,0,6,3) |  |
| 5    | Bent Nørregaard Jensen | Dania           | 13  | (3,3,2,3,1) |  |
| 6    | Barry Briggs           | Nowa Zelandia   | 10  | (3,3,–,4,0) |  |
| 7    | Don Godden             | Wielka Brytania | 10  | (0,4,4,2)   |  |
| 8    | Hans Siegl             | RFN             | 9   | (4,3,1,1)   |  |
| 9    | Sven Sigurd            | Szwecja         | 9   | (4,2,1,2)   |  |
| 10   | Willihard Thomsson     | Szwecja         | 9   | (2,4,3,0)   |  |
| 11   | Josef Unterholzner     | RFN             | 8   | (2,1,4,1)   |  |
| 12   | Kurt Wede Petersen     | Dania           | 7   | (3,2,2,–)   |  |
| 13   | Bernt Hörnfeldt        | Szwecja         | 6   | (2,4,0)     |  |
| 14   | Jan Holm Nielsen       | Dania           | 6   | (1,1,4)     |  |
| 15   | Jon Ødegaard           | Norwegia        | 6   | (–,–,6)     |  |
| 16   | Walter Matl            | RFN             | 4   | (–,1,3)     |  |
| 17   | Reijo Koski            | Finlandia       | 3   | (1,0,2)     |  |
| 18   | Hans Zierk             | RFN             | 0   | (–,–,–)     |  |

## Bieg po biegu
1. Poschenrieder, Siegl, Briggs, Unterholzner, Ødegaard (ns), Zierk (ns)
2. Wedin, Sigurd, Nørregaard, Thomsson, Koski, Matl
3. Mauger, Käter, Petersen, Hörnfeldt, Nielsen, Godden
4. Poschenrieder, Thomsson, Siegl, Sigurd, Matl, Zierk (ns)
5. Wedin, Godden, Nørregaard, Käter, Nielsen, Koski
6. Mauger, Hörnfeldt, Briggs, Petersen, Unterholzner, Ødegaard (ns)
7. Poschenrieder, Unterholzner, Wedin, Petersen, Sigurd, Käter
8. Mauger, Nielsen, Matl, Koski, Briggs (ns), Zierk (ns)
9. Ødegaard, Godden, Thomsson, Nørregaard, Siegl, Hörnfeldt
10. Półfinał #1: Wedin, Briggs, Mauger, Godden, Siegl, Petersen (ns)
11. Półfinał #2: Käter, Poschenrieder, Nørregaard, Sigurd, Unterholzner, Thomsson
12. Finał: Mauger, Poschenrieder, Käter, Wedin, Nørregaard, Briggs

Uwagi:
- do  półfinałów zakwalifikowało się 12 zawodników z największą liczbą punktów po części zasadniczej
- w finale wystąpiło 6 zawodników z największą liczbą punktów po części zasadniczej i półfinałach: Poschenrieder (22), Mauger (21), Wedin (21), Käter (12), Nørregaard (11), Briggs (10)